# マウゴジャータ・オレイニク
マウゴジャータ・オレイニク（ポーランド語: Małgorzata Dorota Olejnik、1966年6月3日 - ）は、ポーランドのキェルツェ出身の政治家。2005年9月25日にポーランドの下院に当たるセイムに出馬し、地元のキルツェの33地区で12398票を得て当選、自衛の議員となった。
彼女は車いすを利用しており、アーチェリーでポーランド代表としてパラリンピックへの出場の経験がある。1996年のアトランタパラリンピックでは金メダル、2000年のシドニーパラリンピックで銀メダル、2004年のアテネパラリンピックでは銅メダルを獲得している。2008年の北京パラリンピックでは1回戦と2回戦で勝利したものの3回戦で中国の高芳霞に敗北、3位決定戦でもアメリカのリンゼイ・カーマイケルに敗れ4位となり、4大会連続のメダル獲得はならなかった。